# 悲しきロンリーガール
「悲しきロンリーガール」（かなしきロンリーガール）は、1985年1月21日に発売された高田みづえの25枚目のシングル。

## 解説
- この楽曲をリリース後の1985年2月、高田と同じ鹿児島県（種子島）出身で大相撲の現役大関（当時）だった、若嶋津六夫との婚約と共に、歌手業を始めとした芸能界からの引退を公表する。
- 1985年2月18日、日本テレビ系列の生放送音楽番組『ザ・トップテン』の「話題曲コーナー」に出演し、当曲を披露した（高田が同番組へ登場するのは、1983年11月の「そんなヒロシに騙されて」以来約1年3か月ぶり）。
- 悲しきロンリーガールは、神奈川県横浜市が舞台になっている。

## 収録曲
1. 悲しきロンリーガール（2分51秒）
作詞：篠原仁志／作曲：鈴木キサブロー／編曲：大谷和夫
2. ゆれて哀しい恋だから（3分54秒）
作詞：岡田冨美子／作曲：前田保／編曲：水谷公生